# Carl Liebermann
Carl Theodor Liebermann, född 23 februari 1842 i Berlin, död där 28 december 1914, var en tysk kemist.
Liebermann var professor i organisk kemi vid tekniska högskolan i Charlottenburg och från 1879 även e.o. professor vid Berlins universitet. Han var en framstående forskare på den organiska kemins område. Hans mycket talrika arbeten behandlar i synnerhet alkaloiderna och färgämnena. Hans största förtjänst är den 1869 tillsammans med Carl Graebe utförda alizarinsyntesen. Han bearbetade senare bland annat flera oxiantrakinoner, nitroantracener och ftaleiner. Han invaldes 1894 som ledamot av Vetenskapssocieteten i Uppsala.